# Corales hermatípicos

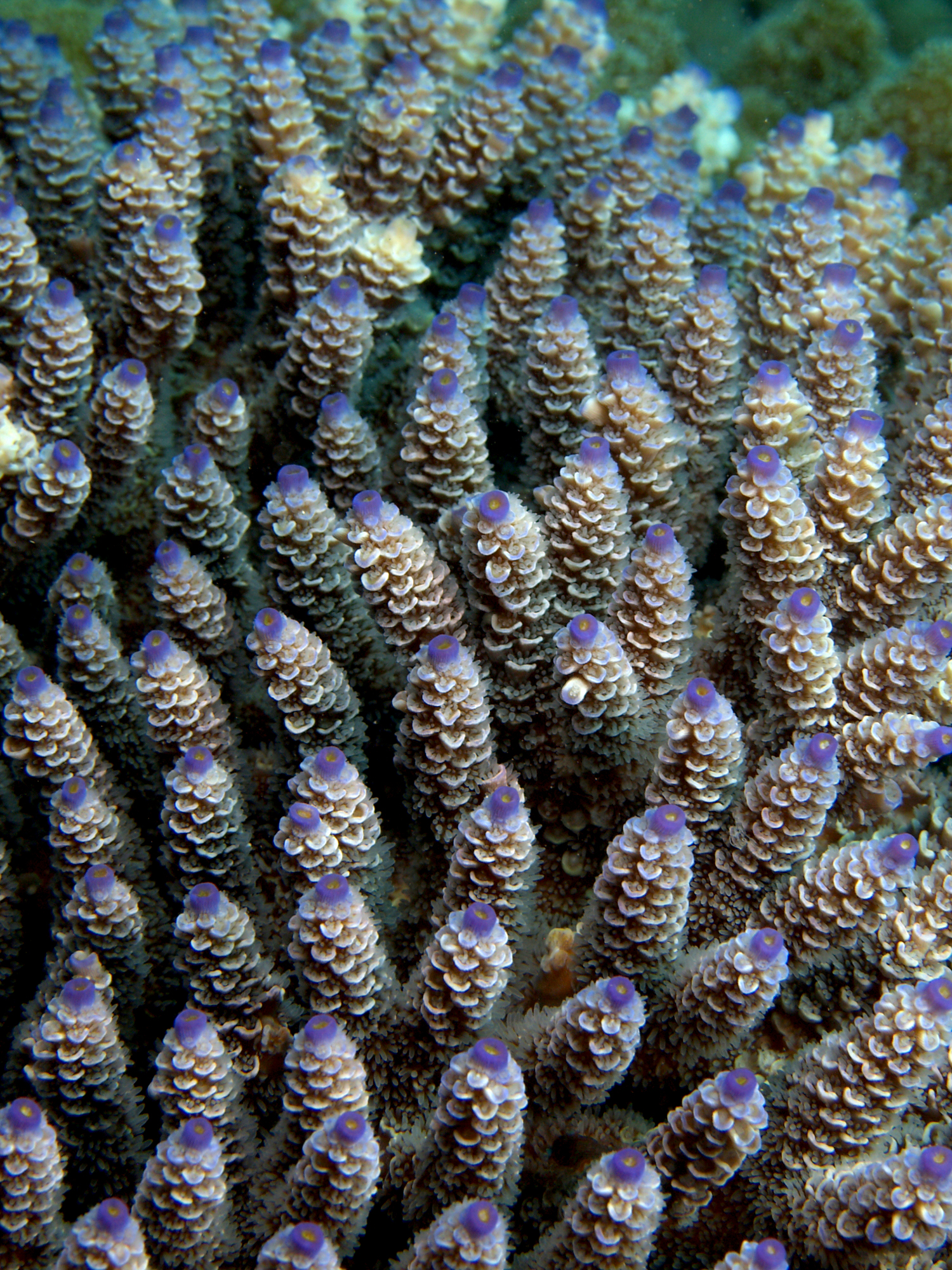
Los corales hermatípicos son organismos marinos que forman arrecifes y son vitales para la salud de los ecosistemas marinos. Estos corales tienen una estructura interna de carbonato de calcio y albergan una gran diversidad de especies marinas. A pesar de su importancia, los corales hermatípicos están amenazados por el cambio climático y la actividad humana. Conoce más sobre los corales hermatípicos y su importancia en el mantenimiento de la biodiversidad marina.

Los corales hermatípicos son aquellos corales que contribuyen significativamente a la construcción de los arrecifes, mediante la aportación de carbonato cálcico proveniente de sus esqueletos. Los corales ahermatípicos, por el contrario, son aquellas especies de corales que no contribuyen a la construcción de arrecifes.
El término hermatípico fue acuñado por Wells, 1933, condicionando su definición de coral hermatípico a aquellos corales que contienen algas zooxantelas. Esta generalización es errónea, y se ha venido utilizando hasta hoy en gran parte de la literatura científica sobre los corales. De hecho se asocian los corales hermatípicos con aquellas especies de aguas superficiales, que reciben la suficiente cantidad de luz solar para alimentar a las algas zooxantelas que conviven en los tejidos de sus pólipos coralinos. Sin embargo, existen especies coralinas de aguas profundas, como Lophelia pertusa, que son importantes constructoras de arrecifes, o especies de aguas superficiales del género Tubastraea, que carecen de zooxantelas y son hermatípicas.